# Jerome Daniel Hannan
Jerome Daniel Hannan (Pittsburgh, 29 novembre 1896 – Roma, 15 dicembre 1965) è stato un vescovo cattolico statunitense.

## Biografia
Jerome Daniel Hannan nacque a Pittsburgh, in Pennsylvania, il 29 novembre 1896 da James e Rose (nata Tiernan).

### Formazione e ministero sacerdotale
Nel 1916 conseguì un Bachelor of Arts presso l'Università Duquesne di Pittsburgh. Compì gli studi per il sacerdozio nel seminario "San Vincenzo" di Latrobe conseguendo il dottorato in teologia nel 1920.
Il 22 maggio 1921 fu ordinato presbitero per la diocesi di Pittsburgh. In seguito fu amministratore della chiesa della Santissima Trinità a McKeesport e curato della chiesa del Santo Rosario a Pittsburgh fino al 1923, cappellano alla Mount Mercy Academy dal 1923 e segretario personale del vescovo Hugh Charles Boyle dal 1923 al 1931.
Nel frattempo proseguì gli studi conseguendo il Bachelor of Laws presso l'Università Duquesne nel 1923 e il dottorato in diritto canonico presso la Scuola di diritto canonico dell'Università Cattolica d'America a Washington nel 1934. In seguito prestò servizio come assistente cancelliere vescovile dal 1934 al 1939 e amministratore della cattedrale di San Paolo a Pittsburgh dal 1937 al 1939.
Nel 1940 entrò nello staff dell'Università Cattolica d'America e fu assistente di diritto canonico dal 1940 al 1942, professore associato di diritto canonico dal 1942 al 1952 e vice-rettore dal 1951. Fu anche editore della rivista The Jurist: Studies in Church Law and Ministry.

### Ministero episcopale
Il 17 agosto 1954 papa Pio XII lo nominò vescovo di Scranton. Ricevette l'ordinazione episcopale il 21 settembre successivo nel santuario nazionale dell'Immacolata Concezione a Washington dall'arcivescovo Amleto Giovanni Cicognani, delegato apostolico negli Stati Uniti d'America, co-consacranti l'arcivescovo di Washington Patrick Aloysius O'Boyle e il vescovo ausiliare di Scranton Henry Theophilus Klonowski. Prese possesso della diocesi il 30 dello stesso mese con una cerimonia nella cattedrale di San Pietro a Scranton.
Durante il suo episcopato, supervisionò la costruzione dell'edificio della cancelleria e del seminario "San Pio X".
Partecipò al Concilio Vaticano II. Il 17 novembre 1965, mentre prendeva parte alla sua quarta sessione, fu ricoverato all'ospedale "Salvator Mundi" di Roma per bronchite ed enfisema. Morì il 15 dicembre all'età di 69 anni per un infarto. Le esequie si tennero il 22 dicembre nella cattedrale di San Pietro a Scranton e furono presiedute da monsignor John Joseph Krol, arcivescovo metropolita di Filadelfia. È sepolto nel cimitero della cattedrale.
Nel 2018 una sala dell'Università di Scranton a lui intitolata venne ribattezzata in memoria di due ex studenti morti a causa di incidenti stradali. Questa decisione fu presa dopo che un rapporto del grand jury pubblicato dal procuratore generale della Pennsylvania Josh Shapiro aveva ritenuto monsignor Hannan responsabile di aver coperto casi di abusi sessuali su minori.

## Genealogia episcopale
La genealogia episcopale è:
- Cardinale Scipione Rebiba
- Cardinale Giulio Antonio Santori
- Cardinale Girolamo Bernerio, O.P.
- Arcivescovo Galeazzo Sanvitale
- Cardinale Ludovico Ludovisi
- Cardinale Luigi Caetani
- Cardinale Ulderico Carpegna
- Cardinale Paluzzo Paluzzi Altieri degli Albertoni
- Papa Benedetto XIII
- Papa Benedetto XIV
- Papa Clemente XIII
- Cardinale Marcantonio Colonna
- Cardinale Giacinto Sigismondo Gerdil, B.
- Cardinale Giulio Maria della Somaglia
- Cardinale Carlo Odescalchi, S.I.
- Cardinale Costantino Patrizi Naro
- Cardinale Lucido Maria Parocchi
- Papa Pio X
- Cardinale Gaetano De Lai
- Cardinale Raffaele Carlo Rossi, O.C.D.
- Cardinale Amleto Giovanni Cicognani
- Vescovo Jerome Daniel Hannah